# Benjamin Cremaschi
Benjamin Cremaschi (Miami, Florida, 2 de marzo de 2005) es un futbolista estadounidense-argentino, que juega de centrocampista en el equipo Inter de Miami de la Major League Soccer.

## Trayectoria
Cremaschi entró a las inferiores del Inter de Miami en 2021. Jugó en el Inter de Miami II en la temporada 2022 de la MLS Next Pro, anotando cinco goles en quince encuentros. Cremaschi debutó en el primer equipo miamense el 25 de febrero de 2023 en la victoria por 2 a 0 sobre C. F. Montréal en la Major League Soccer.

## Vida privada
Benjamin es estadounidense, pero sus padres son nacidos en Mendoza, Argentina.

## Selección nacional
Nacido en los Estados Unidos, Benjamin es hijo del histórico rugbista argentino de Los Tordos, Pablo Cremaschi, quién formó parte de la selección argentina de rugby.
Benjamin Cremaschi integró el plantel de la selección sub-19 de Estados Unidos que ganó la Copa de Naciones de Eslovenia en 2022. 
En 2022 fue citado a un entrenamiento de la selección sub-20 de Argentina.
Su debut con la selección mayor de Estados Unidos se produjo en la victoria por 4 a 0 sobre Omán, ingresando en el minuto 71 en lugar de Malik Tillman en un partido de carácter amistoso.
Fue uno de los dieciocho futbolistas convocados para representar a la selección olímpica estadounidense en los Juegos Olímpicos de 2024.

## Estadísticas
Actualizado al último partido disputado el 26 de julio de 2025.
| Club                             | Div.          | Temporada     | Liga  | Liga  | Liga  | Copas nacionales | Copas nacionales | Copas nacionales | Copas internacionales | Copas internacionales | Copas internacionales | Total | Total | Total |
| Club                             | Div.          | Temporada     | Part. | Goles | Asis. | Part.            | Goles            | Asis.            | Part.                 | Goles                 | Asis.                 | Part. | Goles | Asis. |
| -------------------------------- | ------------- | ------------- | ----- | ----- | ----- | ---------------- | ---------------- | ---------------- | --------------------- | --------------------- | --------------------- | ----- | ----- | ----- |
| Inter de Miami II Estados Unidos | 3.ª           | 2022          | 13    | 5     | 1     | -                | -                | -                | -                     | -                     | -                     | 13    | 5     | 1     |
| Inter de Miami II Estados Unidos | 3.ª           | 2023          | 4     | 0     | 1     | -                | -                | -                | -                     | -                     | -                     | 4     | 0     | 1     |
| Inter de Miami II Estados Unidos | 3.ª           | 2024          | 2     | 0     | 0     | -                | -                | -                | -                     | -                     | -                     | 2     | 0     | 0     |
| Inter de Miami II Estados Unidos | Total club    | Total club    | 19    | 5     | 2     | -                | -                | -                | -                     | -                     | -                     | 19    | 5     | 2     |
| Inter de Miami Estados Unidos    | 1.ª           | 2023          | 28    | 2     | 4     | 6                | 0                | 1                | 7                     | 1                     | 1                     | 41    | 3     | 6     |
| Inter de Miami Estados Unidos    | 1.ª           | 2024          | 25    | 4     | 1     | -                | -                | -                | 2                     | 0                     | 0                     | 27    | 4     | 1     |
| Inter de Miami Estados Unidos    | 1.ª           | 2025          | 19    | 1     | 2     | -                | -                | -                | 12                    | 0                     | 0                     | 31    | 1     | 2     |
| Inter de Miami Estados Unidos    | Total club    | Total club    | 72    | 7     | 7     | 6                | 0                | 1                | 21                    | 1                     | 1                     | 99    | 8     | 9     |
| Total carrera                    | Total carrera | Total carrera | 91    | 12    | 9     | 6                | 0                | 1                | 21                    | 1                     | 1                     | 118   | 13    | 11    |

## Palmarés

### Títulos nacionales
| Título             | Equipo         | País           | Año  |
| ------------------ | -------------- | -------------- | ---- |
| Supporter's Shield | Inter de Miami | Estados Unidos | 2024 |

### Títulos internacionales
| Título      | Equipo         | Sede           | Año  |
| ----------- | -------------- | -------------- | ---- |
| Leagues Cup | Inter de Miami | Estados Unidos | 2023 |